# Sacha Guitry
Sacha Guitry, celým jménem Alexandre-Pierre Georges Guitry (21. února 1885 Petrohrad – 24. července 1957 Paříž), byl francouzský divadelní herec, filmový herec, režisér, scenárista a dramatik.

## Život
Byl synem francouzského herce Luciena Guitryho. Stal se známým svými divadelními výkony. Byl také plodným dramatikem. Byl pětkrát ženatý, vždy s nastupujícími herečkami, jejichž kariéru podporoval. Jeho pravděpodobně nejznámější manželkou byla Yvonne Printemps, se kterou byl ženatý v letech 1919 až 1932.
Už ve dvacátých letech 20. stol. psal Guitry scénáře k němým filmům. Od roku 1935 byl také pravidelně činný jako filmový režisér – počínaje životopisným filmem Pasteur, ve kterém se ujal nejen titulní role, ale také spolurežíroval po boku Fernanda Riverse. Guitry se velmi zajímal o historii a preferoval natáčení životopisných filmů a dobových filmů, jako jsou Perly koruny (1937, spolurežie s Christianem-Jaquem) a jeden ze svých největších filmových úspěchů Versailles – Králové a ženy (1954). Natočil však i lehké zábavné filmy jako Můj otec měl pravdu (1936). ZV jeho filmech byl vždy vidět v hlavní roli. Během svého života napsal Guitry 124 her, stejně jako četné novinové články, básně, eseje a více než 50 scénářů. Ve svých hrách často zaujímal hlavní roli na divadelní scéně. Pravidelně byl na pódiu se svými pěti manželkami, včetně Yvonne Printemps a Jacqueline Delubac. Mezi jeho blízký okruh přátel patřil Jean Cocteau, Tristan Bernard a Claude Monet.

## Dílo (výběr)

### Divadelní hry
- Le Page (1902)
- Yves le fou (1903)
- Nono (1905)
- Un étrange point d’honneur (1906)
- La Clef (1907)
- C’te pucelle d’Adèle (1909)
- Le Veilleur de nuit (1911)
- Un beau mariage (1911)
- Deux couverts (1914)
- Jean de La Fontaine (1916)
- Le Mari, la Femme et l’Amant (1919)
- Le Comédien (1921)
- Le Lion et la Poule (1923)
- Désiré (1927)
- La Troisième Chambre (1929)
- Mon double et ma moitié (1931)
- Le Renard et la Grenouille (1933)
- La Fin du monde (1935)
- Quadrille (1937)
- L’École du mensonge (1940)
- Aux deux colombes (1948)
- Beaumarchais (1950)
- Constance (1950)
- Palsambleu (1953)

### Próza
- Mémoires d’un tricheur (1935)

### Režie filmů
- 1935: Pasteur – také scénář
- 1936: Le Roman d’un tricheur – také scénář
- 1936: Mon père avait raison – také scénář,
- 1937: Les Perles de la couronne – také scénář
- 1937: Désiré – také scénář
- 1938: Remontons les Champs-Élysées
- 1942: Le Destin fabuleux de Désirée Clary – také scénář
- 1948: Le Comédien – také scénář
- 1948: Le Diable boiteux – také scénář
- 1951: La Poison – také scénář
- 1954: Si Versailles m'était conté – také scénář
- 1955: Napoléon – také scénář
- 1956: Si Paris nous était conté
- 1957: Assassins et voleurs – také scénář
- 1957: Les Trois font la paire – také scénář

### Literární předlohy
- 1940: Lucky Partners
- 1958: Život jako pár (La Vie à deux)
- 1960: Affair Nabob (Au voleur!)
- 1970: Celé dva dny – Chceme postavit vzdušný zámek (Faisons un rêve) (TV film)
- 1996: Beaumarchais - Drzý (Beaumarchais, l'insolent)
- 1996: Touha